# Caspar Neumann
Caspar (vagy Kaspar) Neumann (Breslau, 1648. szeptember 14. – Breslau, 1715. január 27.) breslaui német professzor és lelkész, akinek tudományos érdeklődése a halálozási mutatókra irányult.

## Életpályája
Caspar Neuman Breslauban született 1648. szeptember 14-én, Martin Neumann városi adószedő gyermekeként. 1648-ban a későbbi lelkész először gyógyszerészi tanonckodást végzett. Felsőfokú iskolai tanulmányait a breslaui Maria-Magdalen gimnáziumban végezte. 1667-ben a Jénai Egyetem teológiai hallgatója lett, majd 1673. november 30-án pappá szentelték, miután I. Ernő szász–gothai herceg fiának, Christian hercegnek (1653–1707) utazó káplánjául kérték fel. 1673-ban hazatérve, egy kétéves nyugat-németországi, svájci, észak-itáliai és dél-franciaországi utazást követően Altenburgban udvari káplán lett és feleségül vette J. J. Rabe szász-friedstein-i herceg rendi orvosának lányát. 1678-ban a breslaui Szent Mária-Magdaléna diakónusa lett, majd 1689-ben lelkipásztor. Második házasságában Breslauban vette feleségül Christiana Greiffent, Christian Greiffen breslaui kereskedő és Sophia Regina Lindsay Annaberg im Erzgebirge-ből származó lányát, David Lindsay skót nemes, szász királyi titkos tanácsos és malomigazgató lányát Annabergben.

## Későbbi karrierje
1680-ban Jénában "Kern aller Gebete" címmel adta ki imakönyvét. 1689-ben a breslaui Szent Mária Magdolna plébánosa lett. A város halálozási arányaira vonatkozó megfigyeléseiből született a "Reflexionen über Leben und Tod bey denen in Breslau Geborenen und Gestorbenen" című értekezése, amelyet végül Leibniznek küldött - a kísérőlevél dokumentált, maga a szöveg elveszett. Úgy tűnik, Leibniz tájékoztatta a Royal Society-t Neumann munkájáról. A Társaság titkára, Henri Justel (1619–1693) 1691-ben felkérte Neumannt, hogy az általa gyűjtött adatokat bocsássa a Társaság rendelkezésére. Neumann 1692 januárjában és decemberében két levelet küldött a Társaságnak az adatairól. Justell érdeklődéssel válaszolt, de 1693 szeptemberében meghalt. Neumann második levelét novemberben olvasták fel a Társaságnak. Edmond Halley számításait, amelyekben feldolgozta Neumann adatait, 1994-ben publikálták a "Philosophical Transactions of the Royal Society" 1693-as kötetében. Neumann elveszettnek hitt leveleit a 19. század végén fedezték fel újra a Royal Society archívumában; később angolra is lefordították őket. Neumannt tudományos kutatásainak eredményeként 1706-ban a Berlini Tudományos Akadémia tagjává választották.
1697-ben Neumannt a breslaui protestáns iskolák és templomok felügyelőjévé nevezték ki. Végül a Szent Erzsébet plébánosává és a város mindkét gimnáziumának teológiaprofesszorává vált. Neumann hatással volt Johann Christian Kundmannra (1684-1751), aki később a Sammlung von Natur- Medizin- sowie auch dazu gehörigen Kunst- und Litteraturgeschichten (1718) ff. című művében publikálta az első német összehasonlító tanulmányt a halálozási arányokról.
Neumann több mint 30 éneket hagyott hátra, amelyek közül sok bekerült Burg Gesang Buchjába (Breslau: 1746) és a Breslau Vollständige Kirchen-und Haus-Music kilencedik kiadásába (1700 körül).
Ismert volt az elméletéről is, amely szerint az egyes héber betűknek "hieroglifikus" jelentése van. Az aleph betű például a tevékenység gondolatát, a beth a három dimenzió gondolatát stb. jelképezi (lásd Clavis Domus Heber című művét, 3,10. o.) 1712 körül Isaac Newton írt Neumannak, amelyben elismerte Clavis Domus Heber című könyvének kézhezvételét, és gratulált neki a vállalkozáshoz, de úgy nyilatkozott, hogy nem eléggé jártas a héber nyelvben ahhoz, hogy felelősségteljes ítéletet alkothasson a könyv sikerét illetően.

## Himnuszok
- "Adam hat im Paradies"
- "Auf, mein Herz, des Herren Tag"
- "Gottes und Marien Sohn"
- "Grosser Gott, von alten Zeiten" (Korok nagy Istene!)
- "Herr! auf Erden muss ich leiden" (Uram, a földön lakom szomorú szívvel)
- Mein Gott, nun ist es wieder Morgen"
- "Nun bricht die finstre Nacht herein."

## Kiadványok
- Kern aller Gebete. Breslau, 1680. (1697-es nürnbergi kiadás:)
- Genesis linguae sancte V[eteris] T[estament]: Perspicue docens Vulgo sic dictas Radices non esse vera Hebraeorum Primativa; Sed Voces, ab alio quodam, Radicibus his priore & Simpliciore Principio deductas. Nürnberg, 1696 .
- Bigam Difficultatum Physico-Sacrarum: De Gemmis Urim & Tummim ... & De Cibo Samariae obsessae ... & De Cibo Samariae obsessae ... Una cum Responsione ad Quaestionem amici, num Potus, Caffe dicti, aliqva in Sacris dentur vestigia? 1709.
- Clavis Domus Heber. 1712.

## Fordítás
- Ez a szócikk részben vagy egészben  a   Caspar Neumann című angol Wikipédia-szócikk fordításán alapul.  Az eredeti cikk szerkesztőit annak laptörténete sorolja fel. Ez a jelzés csupán a megfogalmazás eredetét és a szerzői jogokat jelzi, nem szolgál a cikkben szereplő információk forrásmegjelöléseként.
- Ez a szócikk részben vagy egészben  a   Caspar Neumann című német Wikipédia-szócikk fordításán alapul.  Az eredeti cikk szerkesztőit annak laptörténete sorolja fel. Ez a jelzés csupán a megfogalmazás eredetét és a szerzői jogokat jelzi, nem szolgál a cikkben szereplő információk forrásmegjelöléseként.